# Salmo pallaryi
Salmo pallaryi és una espècie extinta de peix de la família dels salmònids i de l'ordre dels salmoniformes.

## Morfologia
- Els mascles podien assolir 23,8 cm de longitud total[1] i les femelles 21,8.
- Nombre de vèrtebres: 56-59.[2]

## Hàbitat
Vivia en zones d'aigües dolces i d'alta altitud.

## Distribució geogràfica
Es trobava al Marroc.